# Siboglinum candidum
Siboglinum candidum är en ringmaskart som beskrevs av Southward och Brattegard 1968. Siboglinum candidum ingår i släktet Siboglinum och familjen skäggmaskar. Inga underarter finns listade i Catalogue of Life.